# Blackpool Sands (Blackpool)
Ne doit pas être confondu avec Blackpool Sands (Dartmouth).

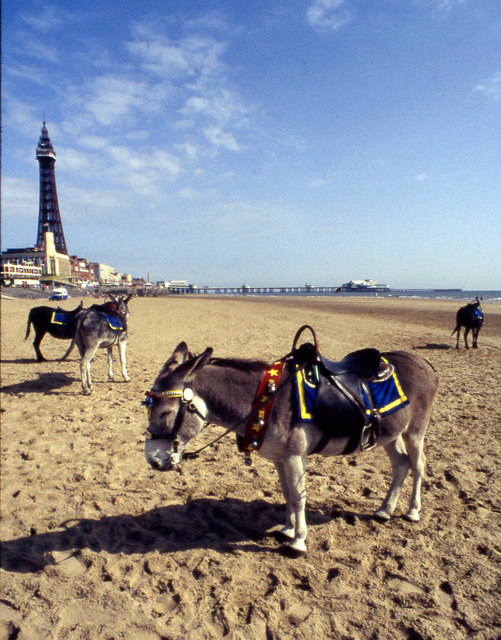
Promenades à dos d’âne sur Blackpool Sands.

Blackpool Sands est un banc de sable situé à Blackpool, en Angleterre. Ce banc et la plage environnante sont les principales attractions naturelles de la ville.